# 471 (numero)
Quattrocentosettantuno (471) è il numero naturale dopo il 470 e prima del 472.

## Proprietà matematiche
- È un numero dispari.
- È un numero composto.
- È un numero difettivo.
- È un numero semiprimo.
- È un numero perfetto totiente.
- È un numero palindromo nel sistema numerico binario, nel sistema di numerazione posizionale a base 8 (727) e in quello a base 12 (333). In quest'ultima base è altresì un numero a cifra ripetuta.
- È un numero congruente.
- È parte delle terne pitagoriche (255, 396, 471), (471, 628, 785), (471, 12320, 12329), (471, 36972, 36975), (471, 110920, 110921).

## Astronomia
- 471P è una cometa periodica del sistema solare.
- 471 Papagena è un asteroide della fascia principale.
- NGC 471 è una galassia lenticolare della costellazione dei Pesci.

## Astronautica
- Cosmos 471 è un satellite artificiale russo.